# Lunde (Nordfyn)
Lunde is een plaats in de Deense regio Zuid-Denemarken, gemeente Nordfyn. De plaats telt 349 inwoners (2020). 

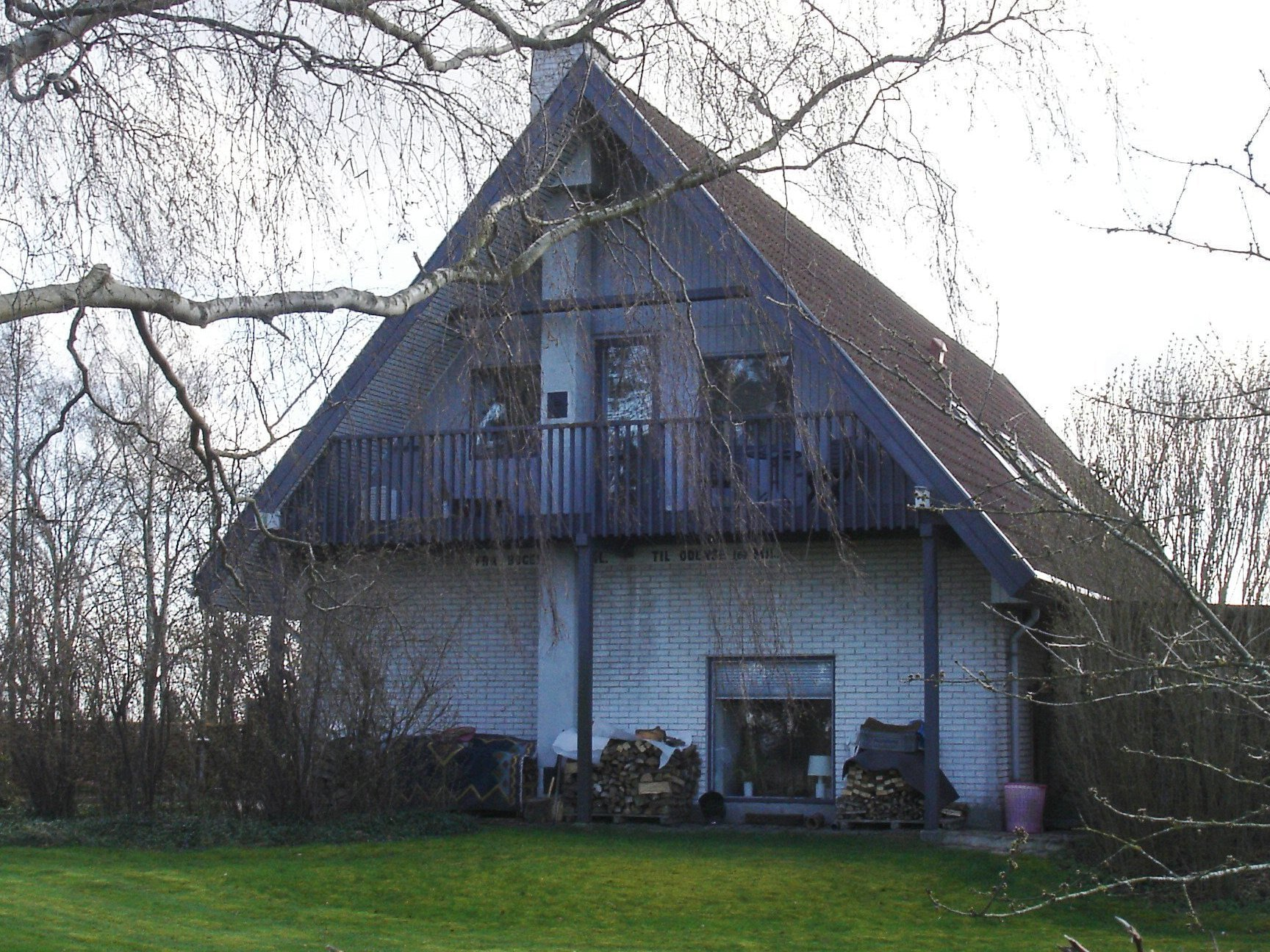
Voormalig station

Het dorp ligt aan de voormalige spoorlijn Odense - Bogense. De laatste treinen reden in 1966, maar het stationsgebouw is bewaard gebleven. Op het gebouw is nog het bord te zien dat de afstand aangeeft naar beide eindstations.